# Вулиця Кооперації (Київ)
Ву́лиця Коопера́ції — зникла вулиця, що існувала в Залізничному районі (нині — Солом'янський) міста Києва, місцевість Чоколівка, селище Першого травня. Пролягала від Повітрофлотського проспекту до Соціалістичної вулиці.

## Історія
Виникла наприкінці 1920-х — на початку 1930-х років під такою ж назвою. Офіційно ліквідована і вилучена з усіх довідкових даних у 1970-ті роки у зв'язку зі знесенням забудови селища Першого травня. Однак фактично існує й дотепер у вигляді безіменного проїзду, що сполучає вулицю Левка Мацієвича з проспектом Повітряних Сил (має тверде покриття, освітлення, тротуари, відсутні лише назва і будівлі, що були б до неї приписані).